# کیسه‌خرسان
کیسه‌خِرسان (Phascolarctidae) نام خانواده‌ای از جانوران کیسه‌دار است.
کیسه‌خرسان از راسته کیسه‌داران علفخوار هستند و تنها یک گونه زنده یعنی کآلا از آن‌ها به‌جا مانده است.
پنج گونه سنگواره‌ای از کیسه‌خرسان شناخته شده و ۲ گونه سنگواره‌ای دیگر نیز که هنوز طبقه‌بندی آن‌ها حتمی نیست در این خانواده جا گرفته‌اند.
نزدیک‌ترین خویشاوند کیسه‌خرسان جانوری است به نام وامبت.
دیرینگی خانواده کیسه‌خرسان به میوسن میانی می‌رسد.

## طبقه‌بندی
خانواده کیسه‌خرسان
- ?سردهٔ †Cundokoala
  - †Cundokoala yorkensis
- ?سردهٔ † Nimiokoala 
  - †کوآلای ریوراسلی[۳] - Nimiokoala greystanesi
- سردهٔ †Madakoala
  - †Madakoala robustus
  - †Madakoala wellsi
  - †Madakoala devisi
- سردهٔ †Litokoala
  - †Litokoala garyjohnstoni
  - †Litokoala kutjamarpensis
  - †Litokoala kanunkaensis
- سردهٔ †Koobor
  - †Koobor jimbarrati
  - †Koobor notabilis
- سردهٔ †Perikoala
  - †Perikoala palankarinnica
  - †Perikoala robustus
- سردهٔ کیسه‌خرس
  - †Phascolarctos maris
  - کوآلا - Phascolarctos cinereus
  - †کوآلای غول‌پیکر - Phascolarctos stirtoni